# Andreis
Andreis (Andreis in friulano, Andrees nella variante locale) è un comune italiano di 242 abitanti del Friuli-Venezia Giulia.

## Geografia fisica

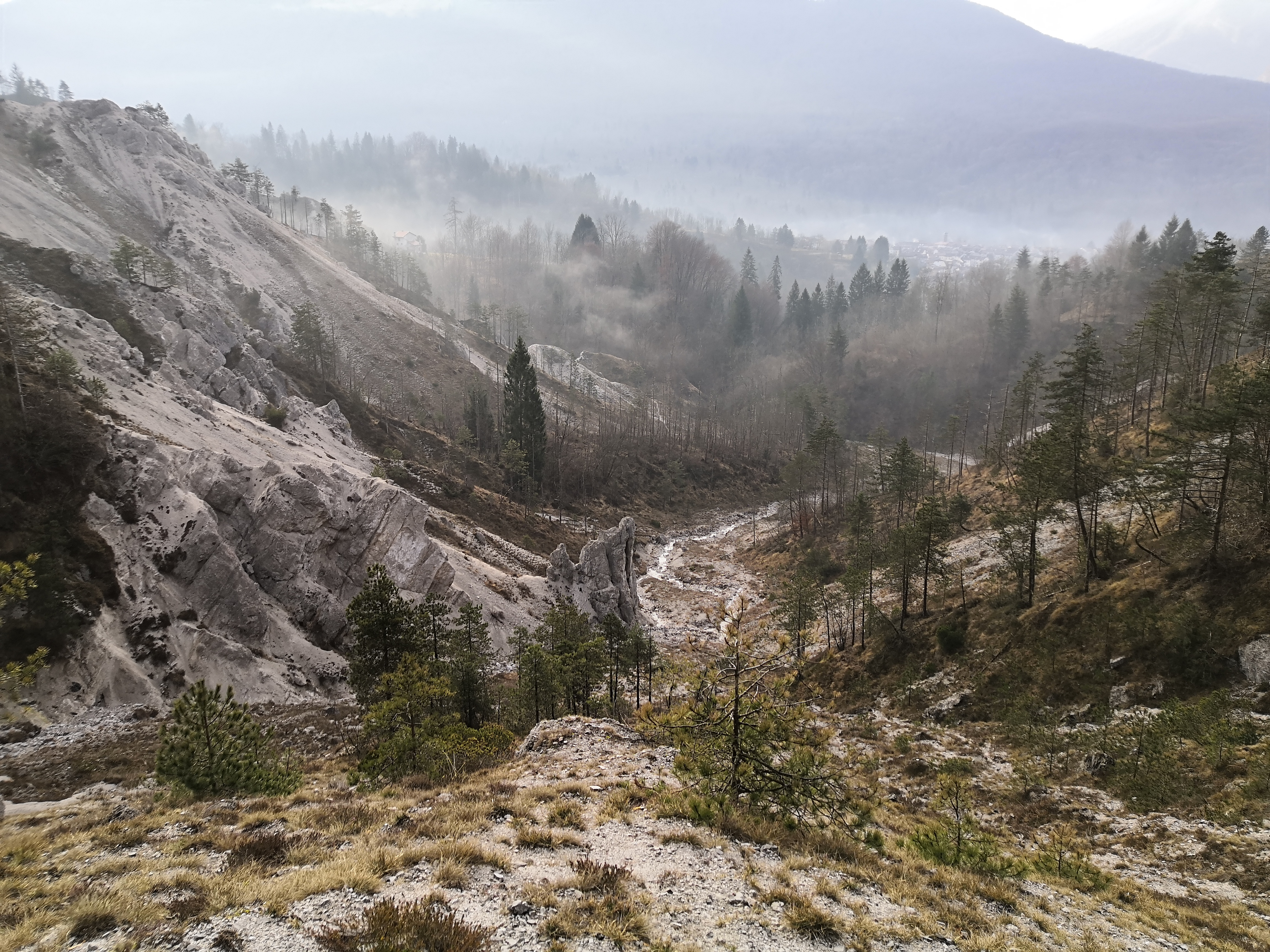
Paesaggio invernale nei pressi di Andreis, che è visibile in lontananza.

Il territorio comunale, completamente compreso nelle Prealpi Carniche, coincide con la valle del torrente Alba, a sinistra della val Cellina, poco prima del lago di Barcis, arrivando dalla pianura.
Essa si sviluppa in direzione est-ovest ed è dominata, a nord, dalla catena Chiarescons-Cornaget-Resettum (in particolare dal monte Raut, 2.025 m, massima altitudine), a sud dal più modesto monte Fara (1342 m).
Termina con la forcella di Pala Barzana (840 m) che collega con Frisanco.

## Origini del nome
A lungo si è legato il toponimo all'apostolo Andrea, ma il culto per questo santo non risulta dalla documentazione (l'antico patrono era invece sant'Antonio abate). Più verosimile una derivazione dal latino antrum "grotta" con l'aggiunta di un suffisso -asius/-arius con valore collettivo (Andràis → Andreis), confermando la diceria popolare che vorrebbe un'origine dal friulano àndres "grotte". Il territorio si caratterizza infatti per la presenza di numerose cavità nella roccia.

## Storia
Una leggenda popolare afferma che Andreis esistesse già nel 450 d.C. quando Attila, giunto presso forcella La Croce, non riuscì a scorgere il paese coperto dalla nebbia, risparmiandolo dal saccheggio. 
In realtà di Andreis mancano attestazioni precedenti all'anno Mille e non è chiaro, quindi, a quando risalga il primo insediamento stabile. Si sa che in epoca romana la montagna friulana era agevolmente collegata alla pianura via fiume; è dunque lecito supporre che anche la zona di Andreis fosse almeno frequentata da pastori e boscaioli; potevano trovare rifugio nei numerosi antri che si aprono nella zona, detti nel dialetto del luogo andres (da cui, forse, il toponimo).
Il borgo potrebbe essere stato fondato attorno alla caduta dell'Impero Romano, da popolazioni in fuga dalle invasioni barbariche che avevano devastato i centri della pianura. Andreis viene citata per la prima volta in un documento del 996, con cui Ottone III del Sacro Romano Impero confermava al vescovo di Concordia Benno diritti su vari località tra cui le ville di Navarons, Tramonti e Andreis. Nel medioevo rappresentò una dipendenza della pieve di Barcis, dalla quale si affrancò nel 1651.

### Simboli
Lo stemma e il gonfalone sono stati concessi con decreto del presidente della Repubblica dell'11 dicembre 1997.
Lo stemma è uno scudo sannitico trinciato da una banda di rosso, caricata di 5 stelle d'oro che rappresentano i cinque centri abitati. Nel primo campo di azzurro, è raffigurato il profilo della montagna d'argento, con le tre cime principali: Monte Raut, Castello, Corta; il secondo campo è d'oro, a due fasce ondate di azzurro che simboleggiano i torrenti Alba e Ledron. Ornamenti esteriori da Comune.

## Monumenti e luoghi d'interesse

### Architetture religiose e civili

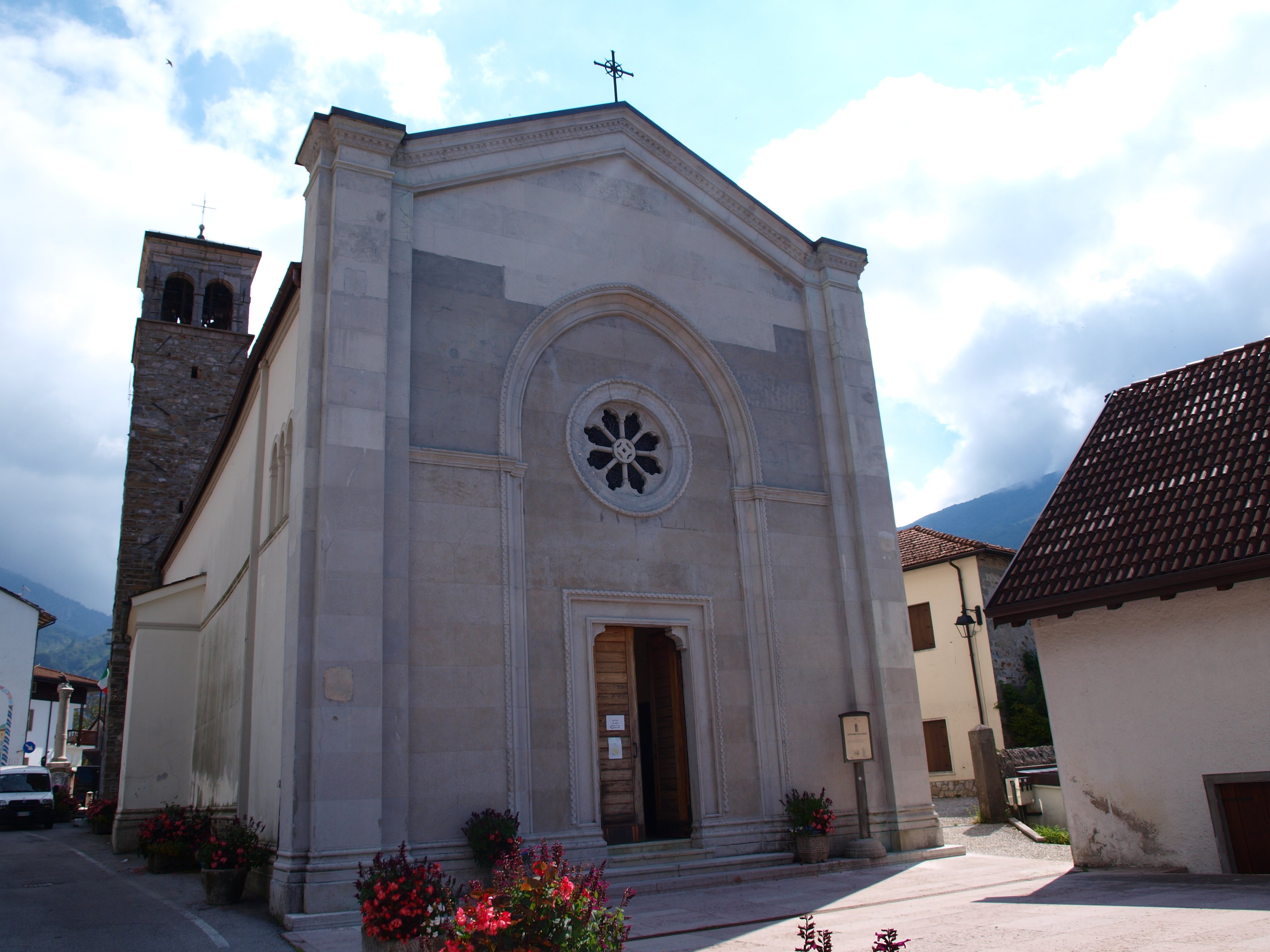
Chiesa parrocchiale di Santa Maria delle Grazie.

- Chiesa parrocchiale arcipretale di Santa Maria delle Grazie risalente al XVII secolo. Al suo interno si possono ammirare il battistero e l'acquasantiera dello scalpellino medunese P. Colusso, due statue di G. Contieri ed un tabernacolo marmoreo di G. B. Bettini del 1748[13].
- Chiesa di San Giuseppe presso il cimitero, risalente al XIX secolo.
- Chiesa della Beata Vergine della Salute sul colle di San Daniele, risalente al XVIII secolo.
- Chiesa di Sant'Antonio da Padova della Cordata, risalente al XIX secolo.
- Chiesa del Sacro Cuore di Bosplans.
- Chiesa della Immacolata Concezione di Alcheda, risalente al XIX secolo.
- Architettura "spontanea" del paese antico[14].
- Fontana secolare di Bosplans[15].

### Musei e centri visite del Parco Naturale Dolomiti Friulane
- Museo dell'Arte e della Civiltà Contadina[16].
- Centro visite del Parco Naturale Dolomiti Friulane[17].
- Centro di recupero avifaunistico[18].

### Aree naturali

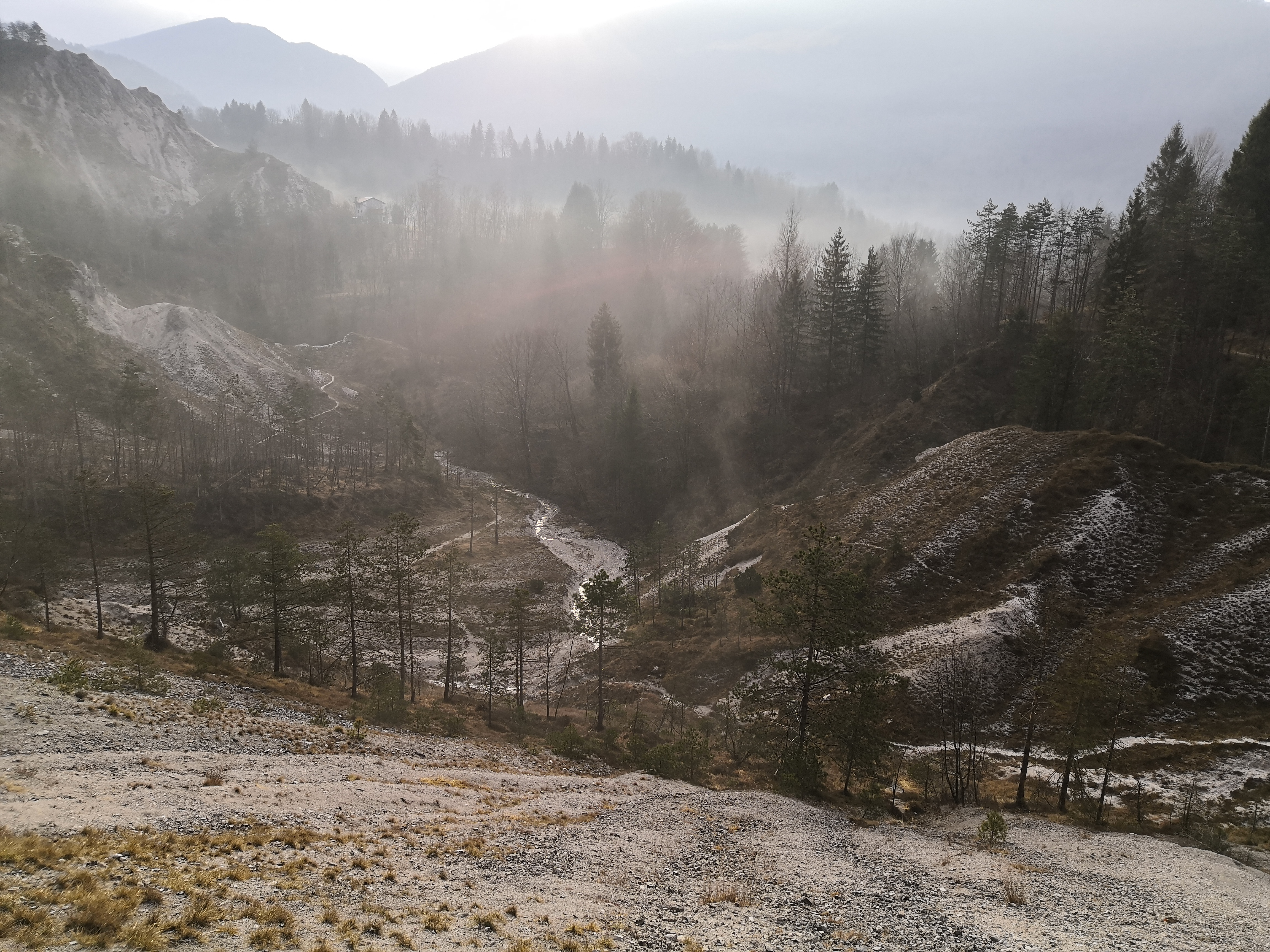
Paesaggio invernale nei pressi di Andreis, vicino al monte Ciavac.

- Fenomeni erosivi, le cosiddette "marmitte dei giganti", dei torrenti Susaibes, Molassa e Alba.
- "Chiesaccia" o denominata la Gleseata: uno dei punti più affascinanti dell'orrido che interessa la valle.
- Panorama e abisso vertiginoso dallo spuntone di roccia ove vi è la vecchia osteria alla Molassa.

## Società

### Lingue e dialetti
Ad Andreis, accanto alla lingua italiana, la popolazione utilizza la lingua friulana. Ai sensi della Deliberazione n. 2680 del 3 agosto 2001 della Giunta della Regione Autonoma Friuli-Venezia Giulia, il Comune è inserito nell'ambito territoriale di tutela della lingua friulana ai fini della applicazione della legge 482/99, della legge regionale 15/96 e della legge regionale 29/2007.
La lingua friulana che si parla ad Andreis rientra fra le varianti del friulano occidentale.

### Evoluzione demografica
Abitanti censiti

## Geografia antropica

### Frazioni e località
AlchedaFrazione localizzata a nordovest di Andreis, è il centro abitato più elevato del comune, posto a 542 m alle pendici del monte Taront. Conta 29 abitanti.
BosplansFrazione costituita da 30 abitanti, si trova tra il capoluogo e forcella Pala Barzana, a 529 m. Tra i luoghi d'interesse spicca un'antica fontana scavata in un monolite, lungo l'antica via che collegava Maniago alla Valcellina attraverso la valle di Andreis.
CordataLocalità non più abitata, prossima al capoluogo, situata lungo l'antica via che collegava Maniago alla Valcellina. In essa è ubicata la chiesa dedicata a Sant'Antonio da Padova.
PrapieroFrazione posta a valle del capoluogo (437 m) e conta 23 residenti.
RompagnelLocalità situata ad est di Alcheda e contermine ad essa.
SelvesLocalità situata ad ovest di Prapiero.
Sott'AnzasFrazione costituita da un piccolo gruppo di case sparse a est di Andreis, presso la riva destra del torrente Susaibes.

## Amministrazione
| Periodo           | Periodo           | Primo cittadino      | Partito      | Carica                    | Note   |
| ----------------- | ----------------- | -------------------- | ------------ | ------------------------- | ------ |
| 14 giugno 1985    | 1º giugno 1990    | Antonio Bucco        | PSI          | sindaco                   | [ 24 ] |
| 1º giugno 1990    | 24 aprile 1995    | Antonio Bucco        | PSI          | sindaco                   | [ 25 ] |
| 24 aprile 1995    | 14 giugno 1999    | Giorgio Vittorelli   | PRC          | sindaco                   | [ 26 ] |
| 14 giugno 1999    | 14 giugno 2004    | Donatella Bucco      | DS           | sindaco                   | [ 27 ] |
| 14 giugno 2004    | 8 giugno 2009     | Rudi Manlio De Zorzi | indipendente | sindaco                   | [ 27 ] |
| 8 giugno 2009     | 26 maggio 2014    | Franca Quas          | PD           | sindaco                   | [ 28 ] |
| 26 maggio 2014    | 27 maggio 2019    | Romero Alzetta       | Lista Civica | sindaco                   | [ 29 ] |
| 27 maggio 2019    | 22 settembre 2020 | Loris Toneguzzi      | -            | commissario straordinario | [ 30 ] |
| 22 settembre 2020 | in carica         | Fabrizio Prevarin    | indipendente | sindaco                   | [ 31 ] |

## Galleria d'immagini

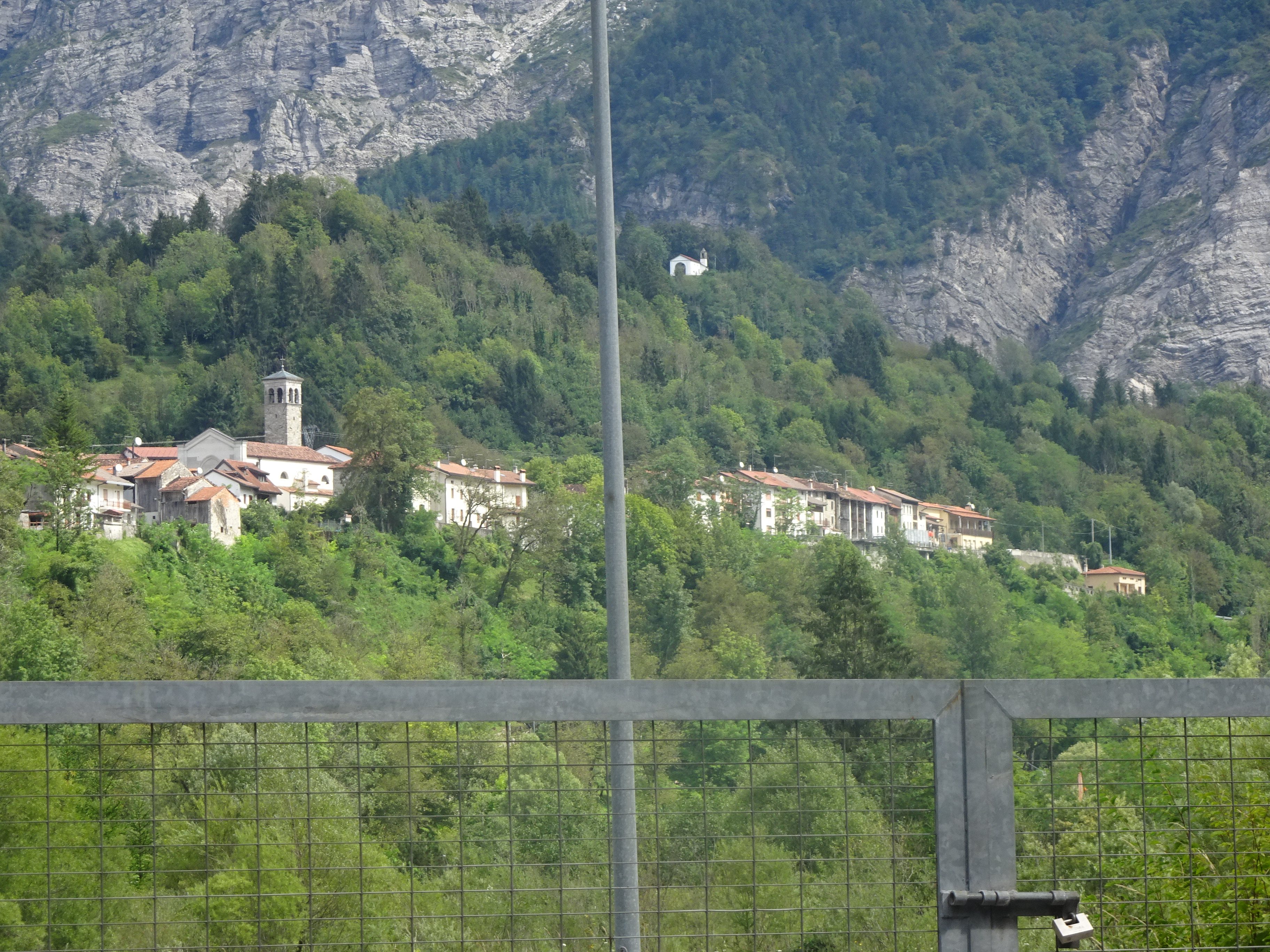
Vista di Andreis
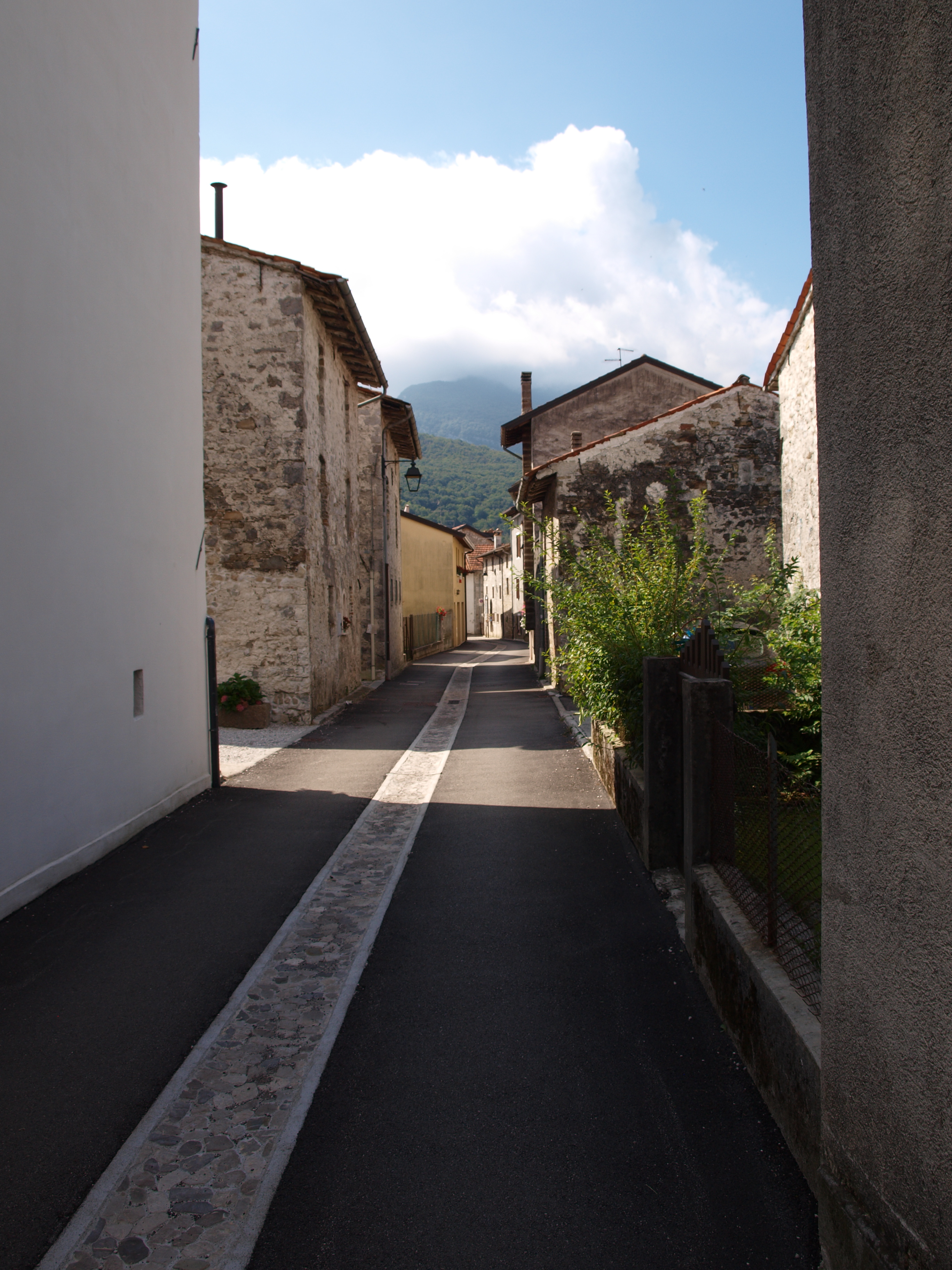
Scorcio di via Gabriele D'Annunzio
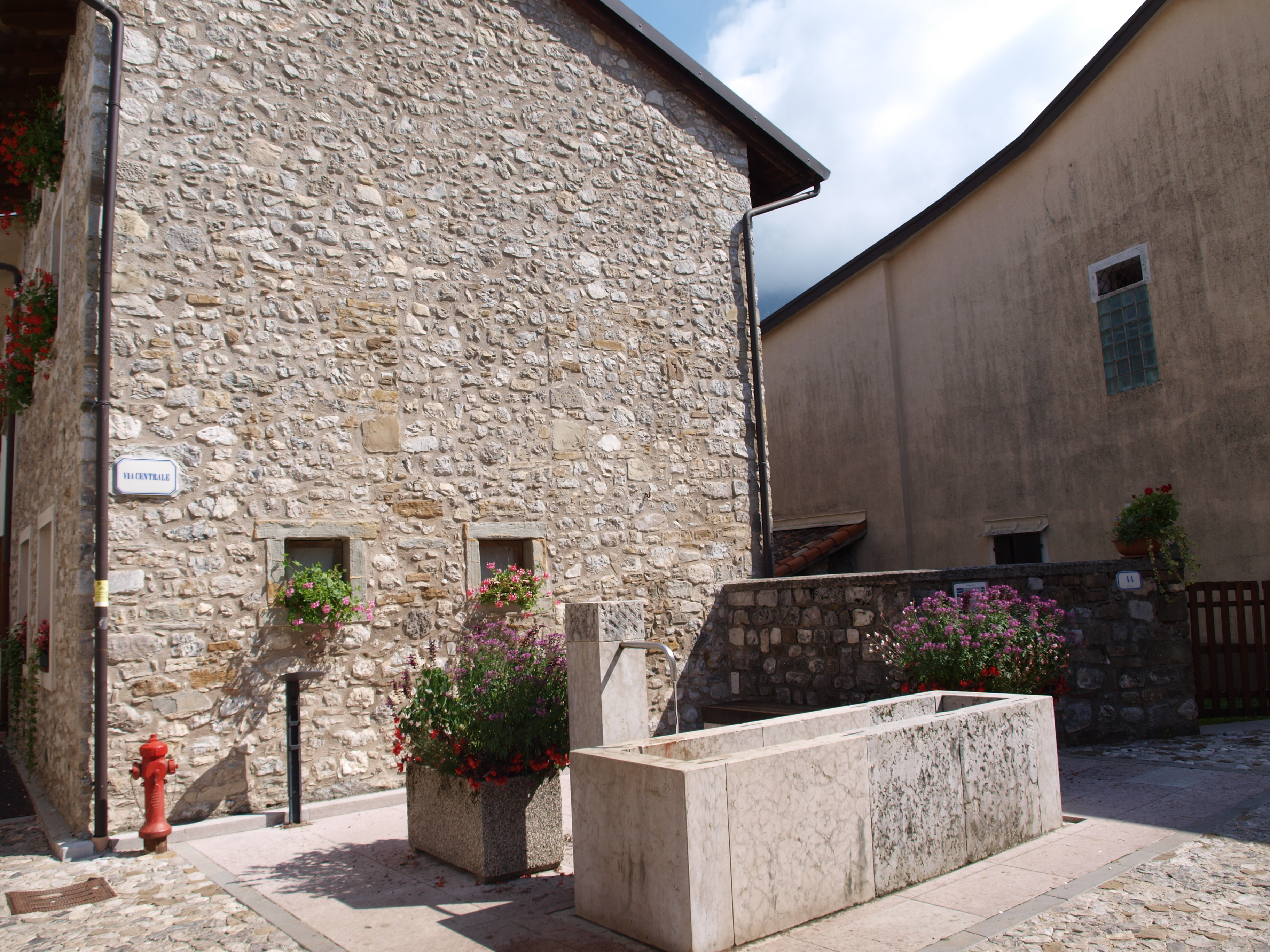
Lavatoio in via Centrale.
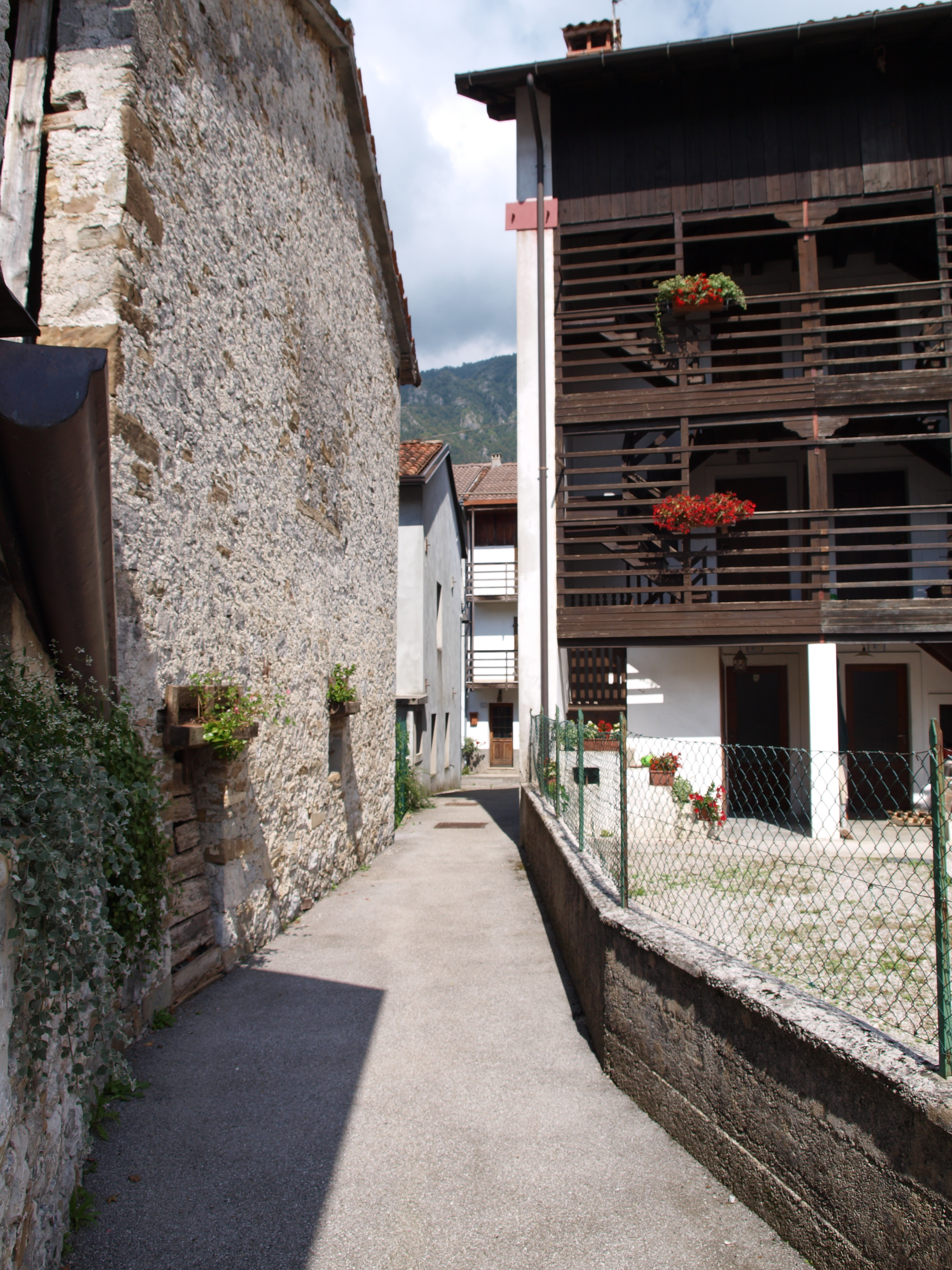
Una strada secondaria di Andreis. Sulla destra un esempio dell'architettura tipica.
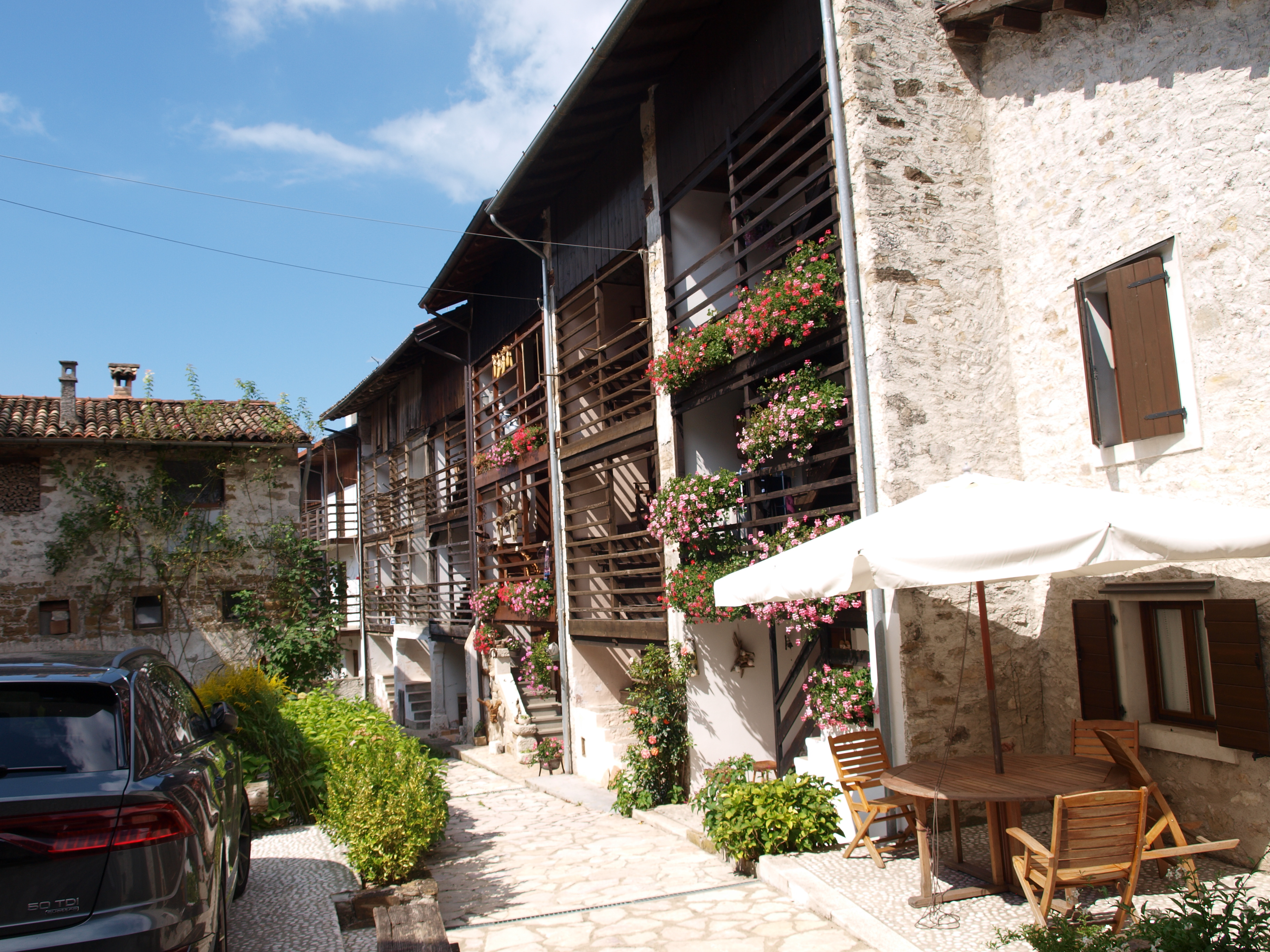
Altri esempi dell'architettura tradizionale di Andreis.